# Ingenio
Ingenio är en kommun i Spanien. Den ligger i den autonoma regionen Kanarieöarna i sydvästra delen av landet, 1 800 km sydväst om huvudstaden Madrid. Antalet invånare är 32 747 (2024). Arean är 39,09 kvadratkilometer. Ingenio ligger på Gran Canaria i ögruppen Kanarieöarna. Ingenio gränsar till Telde, Valsequillo de Gran Canaria och Agüimes. 